# Koningscorridor
De Koningscorridor is een plan voor een deels nieuwe en deels opgewaardeerde tramverbinding die tramlijnen in de regio Den Haag zal gaan verbinden. Hierdoor zal een corridor ontstaan van Scheveningen via het Centraal Station met Voorburg (en later Zoetermeer) en Delft. Het grootste deel van het nieuwe deel, de zogenaamde Vlietlijn, wordt in de Haagse wijk Binckhorst gerealiseerd en twee korte delen op het grondgebied van Voorburg en Rijswijk. Met de Koningscorridor wordt gepoogd het openbaar vervoer in de regio aantrekkelijker te maken om de verkeersdruk op de autowegen te verlagen, in eerste instantie met name in en om de Binckhorst. In 2023 was de opening voorzien in 2030.

## Planfase
Nog tot in 2019 werd gedacht eerst een vrijliggende busbaan aan te leggen. Later zouden er pas tramsporen aangelegd worden. RandstadRail-trams kunnen uiteindelijk van Zoetermeer doorrijden naar Scheveningen. De Koningscorridor dient voor een belangrijk deel de beperkte capacateit van het 'samenloopdeel' van lijn E met lijn 3/4 uit te breiden. Tussen 2020 en 2022 is de tracéverkenning uitgevoerd. Voor het nieuw aan te leggen traject werd tot eind 2022 een budget van in totaal 575 miljoen euro vrijgemaakt.

## Tracé
Het traject loopt van Scheveningen via Den Haag centrum en de Binckhorst, Voorburg en Rijswijk uiteindelijk naar Zoetermeer en Delft.

### Vlietlijn
Het nieuwe traject is gepland om dubbelsporig uitgevoerd te worden. Bij de kruising van de Binckhorstlaan met de Maanweg splitst de lijn zich: één tak gaat naar Station Voorburg en en de andere tak gaat richting Delft via Rijswijk. Er is gedacht de route van lijn 1 te verleggen van station HS naar station CS. Op het tracé zijn op de volgende plekken haltes ingetekend: Merwedestraat, Mercuriusweg, Zonweg, Melkwegstraat en op het Stationsplein van Voorburg. Met name voor de tak naar Rijswijk en Delft is de meeste lokale weerstand.